# Gonimbrasia fucata
Gonimbrasia fucata är en fjärilsart som beskrevs av Pierre Claude Rougeot 1978. Gonimbrasia fucata ingår i släktet Gonimbrasia och familjen påfågelsspinnare. Inga underarter finns listade i Catalogue of Life.